# Opisthokonta
Opisthokonta (av grekiskans ὀπίσθω- (opisthō-), ’bakre’, och κοντός (kontos), ’påle’ det vill säga flagell) är en bred grupp eukaryoter som innefattar både djur och svampar och flera grupper av encelliga protister. Både genetiska och strukturella studier stöder opistokonter som en monofyletisk grupp.

## Flageller

Eukaryotträd

En gemensam egenskap hos opistokonter är att cellerna normalt har en enda flagell i bakänden, till skillnad från många andra eukaryoter som har flageller i framändan.  Flagellen är den lilla svans som till exempel människans spermier simmar med.  Det är denna bakre flagell som har givit gruppen sitt namn.
Enligt Thomas Cavalier-Smith och Alexandra Stechmann hör alla eukaryoter med en enda flagell (opistokonter och amöbor) samman i gruppen Unikonta, medan övriga eukaryoter som har två flageller bildar gruppen Bikonta.

## Historia
En nära relation mellan djur och svampar föreslogs först av Cavalier-Smith 1987, som informellt använde namnet ”Opisthokonta”.  Släktskapen bekräftades senare i genetiska studier på 1990-talet.